# Дарґінь
Дарґінь (пол. Dargiń) — село в Польщі, у гміні Боболиці Кошалінського повіту Західнопоморського воєводства.
Населення — 856 осіб (2011).

## Демографія
Демографічна структура станом на 31 березня 2011 року:
|          | Загалом | Допрацездатний вік | Працездатний вік | Постпрацездатний вік |
| -------- | ------- | ------------------ | ---------------- | -------------------- |
| Чоловіки | 435     | 98                 | 308              | 29                   |
| Жінки    | 421     | 108                | 244              | 69                   |
| Разом    | 856     | 206                | 552              | 98                   |